# イオンモール倉敷
イオンモール倉敷（イオンモールくらしき）は、岡山県倉敷市に所在する大型ショッピングセンターである。

## 概要
岡山県倉敷市水江に位置し、イオンモール株式会社が開発・運営を行っている郊外型の大型ショッピングモールである。鉄筋コンクリート・4階建て、商業施設面積83,000m2の建物には1・2階にテナントが入居し、3・4階と屋上が駐車場となっている。
総合スーパーのイオン倉敷店を核店舗に、松竹系のシネマコンプレックス「MOVIX」、おもちゃ店「トイザらス」のほか、230の専門店が営業。148,693m2の敷地にあり、建物と北駐車場及び南臨時駐車場を合わせると4700台の駐車場を備えている。

### 歴史
大原家が創業したクラレが工場跡地活用のため、イオングループを誘致。1999年に「イオン倉敷ショッピングセンター」としてオープンした。イオン熱田ショッピングセンター（現・イオンモール熱田）と同様に、開設時には地元対策の一環として工場を持っていた地元有力企業のクラレ名義で建設されたが、早々にイオングループがクラレより信託受益権の売買と称して買い取る形をとっており、店舗開設時の名義借りによる申請となっており大規模小売店舗法に照らして不適切との指摘もあった。
開業以来、平日・休日を問わず多くの来場者でにぎわっており、特に休日の駐車場や館内は特に混雑する。他方、三越やダイエーの不採算店削減にからみ、倉敷駅近辺の中心市街地にある両店が撤退したことや、周辺自治体でも大型店の撤退や商店街のシャッター通り化が進んだ。
2007年（平成23年）9月22日、イオンモールが運営するショッピングセンターの施設名称を一部のショッピングセンターを除き「イオンモール」に統一することに伴い、施設名を「イオンモール倉敷」に変更した。施設名称変更に先立ち、リフレッシュオープンした同年9月14日から、同ショッピングセンターの愛称という形で「イオンモール倉敷」が先行使用され、施設名称変更まで「イオン倉敷ショッピングセンター」はバス停の名称と施設名称としてのみ使用されていた。
同年12月から翌春までの間、20億円をかけてオープン以来の大規模な改装を行った。立体駐車場2階東側のスペースを売り場に改装、売場面積1000m2増床しテナント20店が加わった。旧駐車場スペースにユニクロとABCマートが移転、ホームセンターのメガマート跡が「キッズ共和国+」となった。
2010年（平成21年）4月16日に、延床面積約27,000平方メートル、店舗数にして約50店増やし、翌年冬にリニューアルオープンすることを発表した。予定通り2011年（平成23年）に増床リニューアルを行った。
2022年（令和4年）9月22日、10月から12月にかけて「ぐん ぐん 倉敷」のコンセプトでリニューアルを行うことを発表した。専門店の移転・改装が行われたほか、フードコートや中庭などの改装が行われた。外壁は倉敷美観地区に並ぶ土蔵の白壁をイメージしたデザインに塗り替えられた。2023年（令和5年）10月17日にはイオン倉敷店のリニューアルが行われ、青果売場の拡大や冷凍食品の品揃えの増加が行われた。

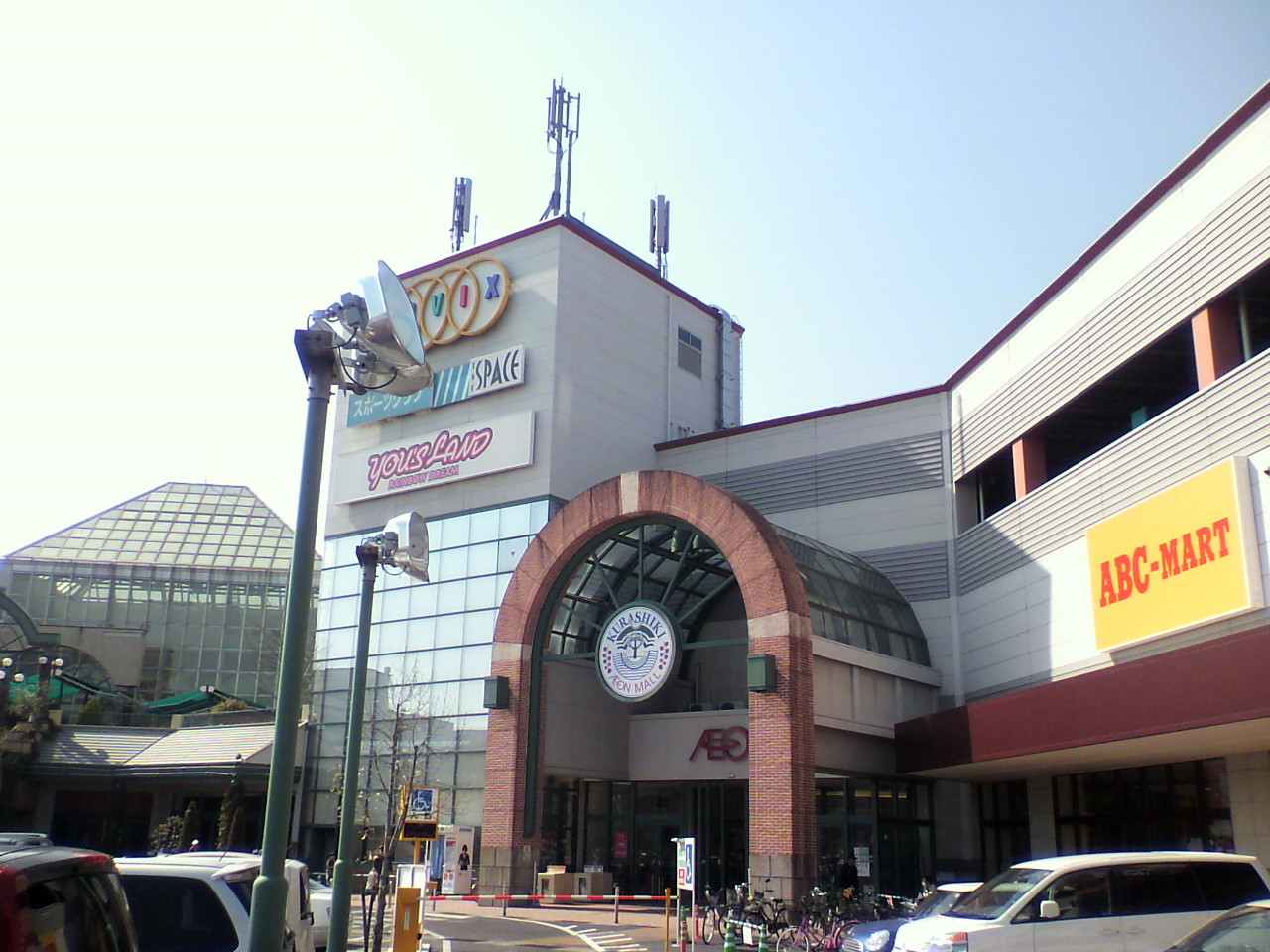
リニューアル前の施設外観 （2010年4月撮影）
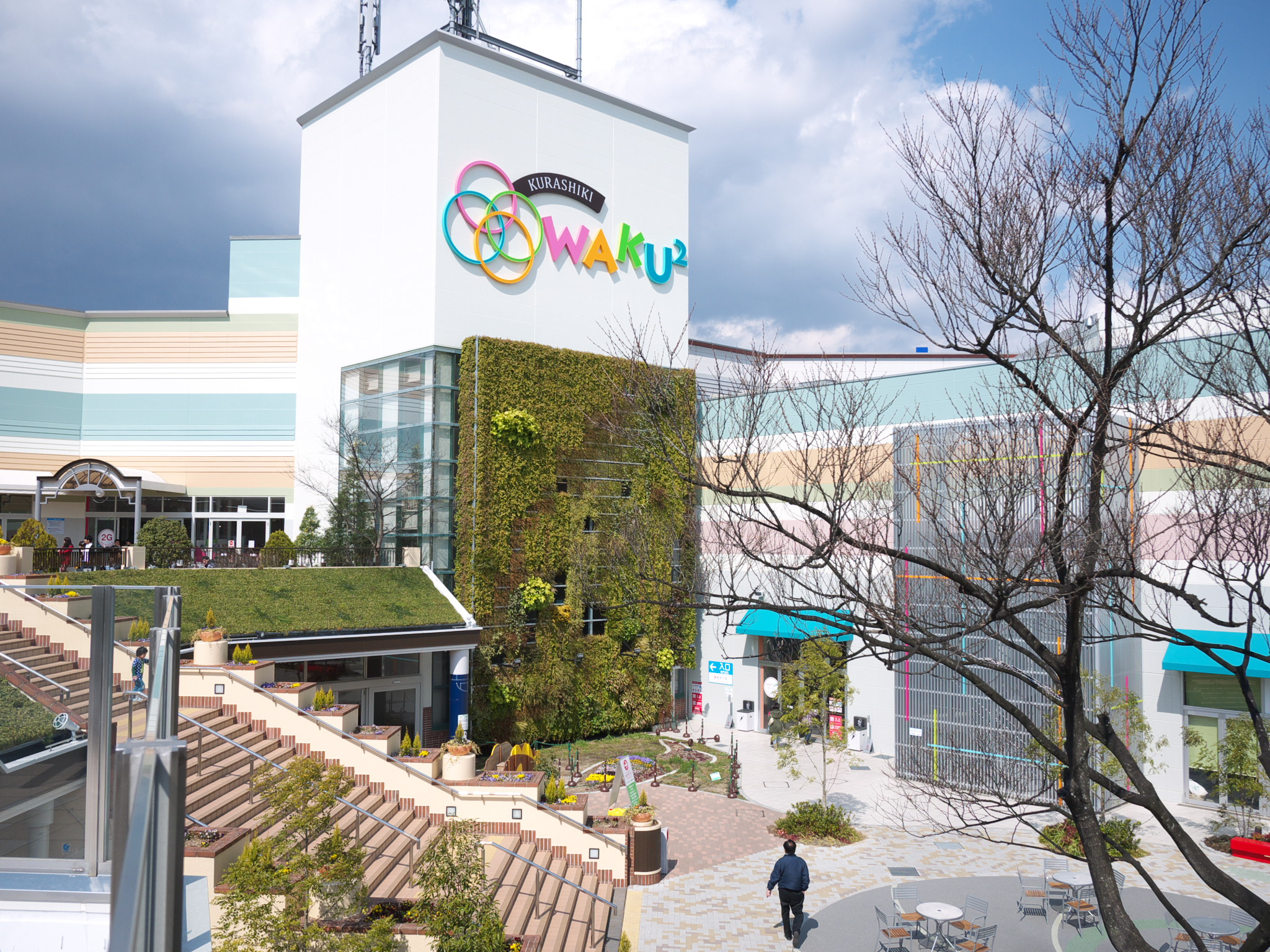
リニューアル後の施設外観 （2012年3月撮影）
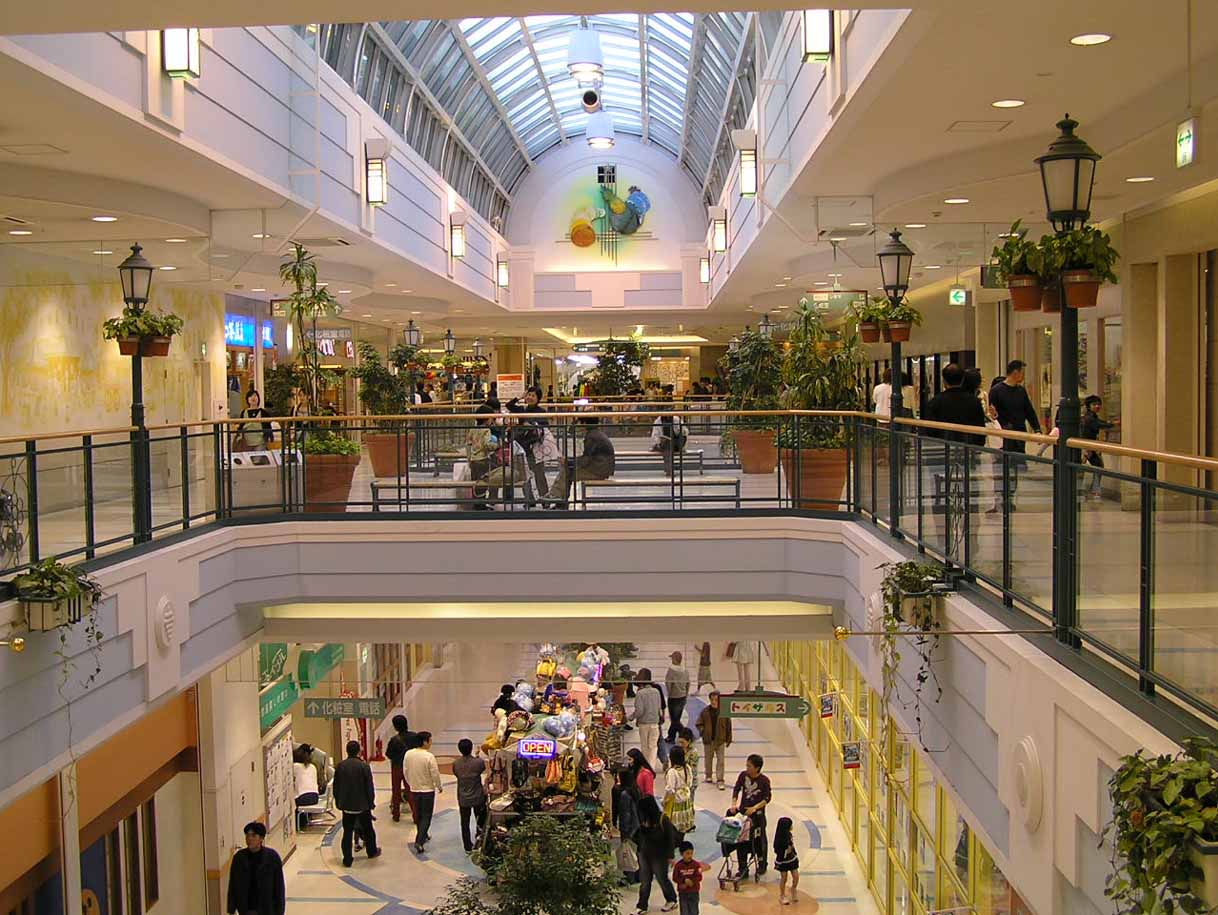
専門店街

## 沿革
- 1999年（平成11年）9月21日 - イオン倉敷ショッピングセンターとして開業[1]。
- 2007年（平成19年）
  - 9月22日 - イオンモール倉敷に改称。
  - 12月 - オープン以来の大規模改装を開始。
- 2010年（平成22年）4月16日 - 2011年冬にリニューアルオープンすることを発表。
- 2011年（平成23年）
  - 3月1日 - 核店舗のジャスコイオン倉敷店がイオン倉敷店に改称。
  - 9月16日 - 増床部分が「ワクワクモール」としてオープン。
  - 10月28日 - 既存棟の改修が完了、全館リニューアルオープン。
- 2022年（令和4年） - 大規模リニューアルを実施[4]。
- 2023年（令和5年）10月17日 - イオン倉敷店がリニューアル[6]。

## テナント

### イオン倉敷店
南側の1・2階にある当施設の核店舗。売場面積：21,709m2のイオンリテールが運営する総合スーパーである。1階で食料品や化粧品、住居用品を、2階で衣料品を取り扱う。子供用品は専門店街に入居するキッズリパブリックが担うため、当店では扱っていない。
2011年（平成23年）2月28日までは「ジャスコ イオン倉敷店」の店舗名称であったが、イオンリテールによるマイカルの吸収合併に伴ってジャスコとサティがイオンに店舗名称を統一したことに伴い、翌日の3月1日から現店舗名称になる。なお、反対端の1階にあったメガマート（イオンが運営、店舗面積6,041m2）はジャスコとの販売商品の競合により売上が伸びず、2007年（平成19年）12月の改装により撤退した。

### MOVIX倉敷
イオンモール倉敷と同時にオープンした岡山県内初のシネマコンプレックスである。開業当初は8スクリーン、1,793席であったが、2002年12月に2スクリーンを増床し、10スクリーン・2,029席へと拡充した。2014年11月には館内の全スクリーンの拡大、及び全座席のプレミアムシート（両肘掛け式）への交換を行い、10スクリーン・1,702席となっている。
設備面では、DTS、SDDS等の各種音響システムに対応し、中でも、シアター6はSDDS 8ch、ドルビーデジタルサラウンドEXを採用したTHX認定館である。また、各シアターには車椅子席等のバリアフリー設備もある。
| シアター | 定員（座席数） | 車椅子席 | 音響方式                        |
| -------- | -------------- | -------- | ------------------------------- |
| 1        | 172            | 2        | SRD / DTS                       |
| 2        | 171            | 2        | SRD / DTS                       |
| 3        | 171            | 2        | SRD / DTS                       |
| 4        | 171            | 2        | SRD / DTS                       |
| 5        | 106            | 1        | SRD / DTS                       |
| 6        | 386            | 3        | SRD / SRD-EX / DTS / SDDS / THX |
| 7        | 88             | 2        | SRD / DTS                       |
| 8        | 88             | 2        | SRD / DTS                       |
| 9        | 88             | 2        | SRD / DTS                       |
| 10       | 261            | 4        | SRD / DTS / SDDS                |

### その他のテナント

#### 1階
- イオンキッズリパブリックキッズ共和国倉敷
- 口福堂
- JTB
- エイブル
- ナカヤマハウジング
- AEONBIKE
- トイザらス
- キムラヤパン
- スポーツオーソリティー

#### 2階
- 喜久屋書店

#### ワクワクモール
- ドコモショップ
- コムサイズム
- ムラサキスポーツ

#### ワクワク館
- PECOS

#### その他専門店
ショップリストを参照。

## 交通
最寄りのインターチェンジは山陽自動車道倉敷ICである。

### 面している道路
- 岡山県道60号倉敷笠岡線

### 公共交通機関
- 倉敷駅北口より、両備バスで10分（170円）。徒歩で30分程度。
- 西阿知駅より、船穂地区コミュニティタクシー船穂線で6分（400円）。
- 新倉敷駅南口より、船穂コミュニティタクシー船穂線で37分（400円）。

### 近隣のSC
- アリオ倉敷
- 三井アウトレットパーク 倉敷
- サンステーションテラス倉敷
- サンステーションテラス岡山
- 岡山一番街
- ペスカ岡山
- イオンモール岡山
- シネマタウン岡南